# 反行政派
反行政派（英語：Anti-Administration party）（1789-1792）是一个由詹姆斯·麦迪逊和托马斯·杰斐逊领导的非正式派系，该集团反对任职联邦财政部长的亚历山大·汉密尔顿在乔治·华盛顿第一任总统任期内的各项政策。并未有一个成组织的政党，而是一个非正式的集团，其大部分成员在1788年都是“反联邦主义者”，即他们反对1787联邦宪法的批准。然而，情势易变，成员也时进时出。
尽管当时人经常将汉密尔顿的反对者们称呼为“反联邦主义者”，但历史学家并不喜欢使用这个词，因这些领导者（指汉密尔顿的反对者）的某些人（如弗吉尼亚议员詹姆斯·麦迪逊）支持宪法（指1787联邦宪法）的批准。1790年麦迪逊与前反联邦派联手，反对汉密尔顿的各财政方案。
在1792年杰斐逊获得反对汉密尔顿的领导地位后，该派系转变为正式政党——“杰斐逊的共和党”（常被历史学家和政治学家称为“民主共和党”）

## 历史
在1787年的制宪会议和1788年的新宪法批准过程中，麦迪逊是（催动）采纳强有力联邦政府（方案）的两个或三个最杰出的倡导者之一。他、汉密尔顿和约翰·杰伊一起撰写了《联邦党人文集》。在1789－1790年，麦迪逊是支持新联邦政府的领袖人物。
那时，忠诚的反对党还是一个新颖的概念。 然而，麦迪逊和亨利·塔泽维尔等人在1790年1月联合起来，反对汉密尔顿关于公共信贷的第一份报告。这个联盟的建立标志着反行政派的出现，当时（该派人士）几乎只在南方。麦迪逊认为偿还债务会奖励投机者。他的一份提案提出只偿还原始债券持有人债务，（被国会）以36票（反对）对13票（赞成）否决。汉密尔顿的报告还涉及联邦政府对各州债务的接管方面内容。马萨诸塞州、康涅狄格州和南卡罗来纳州欠下了将近一半的债务，所以其他州对这种债务接管方案表示不满。众议院通过了（汉密尔顿提议的）该法案（但排除了债务接管内容），但参议院通过了这一条款。
麦迪逊和国务卿托马斯·杰斐逊和汉密尔顿达成的一项协议（1790妥协）打破了这种僵局，该协议内容包括债务接管和决定将联邦首都设在南部的哥伦比亚特区。
1791年夏天，杰斐逊和麦迪逊把记者菲利普·弗朗诺（一位纽约市反联邦主义报纸的狂热编辑）带到费城，创办了一份反行政派报纸——《国家公报》（the National Gazette）。杰斐逊只有一份国务院资助的工作，他把这份工作交给了弗朗诺。
在第二届美国国会（1791-1793年），反行政部门的成员更多，包括大约32名众议院议员（72人中）。1791年，当汉密尔顿提议成立一家国家银行（即后来的美国第一银行）时，麦迪逊和汉密尔顿再次发生冲突。南方种植园主反对，但城市商人支持这一想法。麦迪逊认为银行违反宪法，但汉密尔顿成功地辩称，宪法的“必要和适当条款”允许这样做。
1792年4月爆发的法国革命战争使两派系间的分歧更加尖锐。亲行政派通常支持英国一方（或希望保持中立），而反行政党支持法国一方。杰斐逊于1792年加入该派系，并以共和党的名义参加了当年的大选。政治现在变得更加稳定，有着明确的政党（汉密尔顿的联邦党和杰斐逊的共和党），从而产生了持续20年的第一政党体系。

## 拓展阅读
- Banning, Lance. The Jeffersonian Persuasion: Evolution of a Party Ideology (1978).
- Bordewich, Fergus M. The First Congress: How James Madison, George Washington, and a Group of Extraordinary Men Invented the Government (2016).
- Bowling, Kenneth R. and Donald R. Kennon, eds. Perspectives on the History of Congress, 1789–1801 (2000).
- Charles, Joseph. The Origins of the American Party System (1956); reprints articles in William and Mary Quarterly.
- Cunningham, Noble E., Jr. Jeffersonian Republicans: The Formation of Party Organization: 1789–1801 (1957); highly detailed party history.
- Elkins, Stanley and Eric McKitrick. The Age of Federalism; (1995) online version（页面存档备份，存于）, the standard highly detailed political history of 1790s.
- Hoadley, John F. "The Emergence of Political Parties in Congress, 1789–1803". American Political Science Review (1980). 74(3): 757–779. in JSTOR. Looks at the agreement among members of Congress in their roll-call voting records. Multidimensional scaling shows the increased clustering of congressmen into two party blocs from 1789 to 1803, especially after the Jay Treaty debate; shows politics was moving away from sectionalism to organized parties.
- Libby, O. G. "Political Factions in Washington's Administration". NDQ: North Dakota Quarterly (1913). vol. 3#3 pp. 293–318; full text online（页面存档备份，存于）, looks at votes of each Congressman.